# На першому місці
«На першому місці» — єдиний альбом гурту «Крихітка Цахес», випущений 2005 року лейблом «COMP Music».

## Композиції
1. На першому місці
2. Деталь
3. ВМНК (Він мене не кохає)
4. Ангела, як я
5. Па-па
6. Пароль
7. Якби ти знав
8. Скоро буду поруч
9. Всі джерела відкриті
10. Lumipallo
11. Прима (feat. Ірена Карпа)
12. Майже щаслива
13. Вменеємен
14. На першому місці (Аби МС Sweden Disco Remix)
15. Всі джерела відкриті (Фактично Самі Remix)

## Обкладинка
Фотограф — Дмитро Демідов
Внутрішня частина — Іванна Гембік
Дизайн — Олексій Головченко.